# Dominic Fritz
Dominic Samuel Fritz (ur. 28 grudnia 1983 w Lörrach) – niemiecki polityk i samorządowiec działający w Rumunii, od 2020 burmistrz Timișoary, od 2025 przewodniczący Związku Zbawienia Rumunii (USR).

## Życiorys
Po ukończeniu liceum katolickiego przez rok przebywał w Timișoarze, gdzie w ramach wolontariatu zajmował się pracą z dziećmi. W późniejszych latach regularnie przyjeżdżał do tej miejscowości. Studiował nauki polityczne i administracyjne, kształcił się na Uniwersytecie w Konstancji, w Instytucie Nauk Politycznych w Paryżu oraz na University of York. Należał do niemieckich Zielonych. Pracował w Deutsche Gesellschaft für Internationale Zusammenarbeit (GIZ), niemieckiej instytucji zajmującej się współpracą międzynarodową. Był też współpracownikiem byłego prezydenta Horsta Köhlera, pełnił funkcję dyrektora jego biura.
Osiadł na stałe w Rumunii, zaangażował się w działalność polityczną w ramach Związku Zbawienia Rumunii. W 2020 został wybrany na urząd burmistrza Timișoary; z powodzeniem ubiegał się o reelekcję w 2024. Nie posiadał wówczas rumuńskiego obywatelstwa. Pełnił funkcję wiceprzewodniczącego USR. Dwukrotnie zostawał p.o. przewodniczącego partii – w 2024 po rezygnacji Cătălina Druli i w 2025 po dymisji Eleny Lasconi. W czerwcu 2025 objął stanowisko przewodniczącego tego ugrupowania.

## Życie prywatne
Jego żoną została Yiran Lin, która pracowała w strukturze ONZ.